# Opus Clavicembalisticum

Opus Clavicembalisticum este o piesă pentru pian compusă de Kaikhosru Shapurji Sorabji între anii 1929 și 1930 dedicată lui Hugh M'Diarmid. Are 260 de pagini și a fost trimisă la universitatea din Cape Town în 1930. Manuscrisul a fost publicat de J.Curwen and Sons Ltd., 909021, 1931. Este considerată a fi cea mai mare piesă pentru pian și a putut fi catalogată ca una din cele mai complicate piese pentru pian scrise vreodată.

## Structură
Piesa are 12 mișcări:

Pars prima
I
Introito
II.
Preludio corale
III.
Fuga I
IV.
Fantasia
V.
~Fuga II~

Pars altera
VI.
Interludium primum (Thema cum XLIX variationibus)
VII.
Cadenza I
VIII.
~Fuga III~

Pars tertia
IX.
Interludium alterum (Toccata, Adagio, Passacaglia cum LXXXI variationibus)'
X.
Cadenza II
XI.
Fuga IV
XII.
Coda-Stretta

## Dedicația
Într-o scrisoare pe care a scris-o la finalizarea lucrării masive, Sorabji a scris unui prieten de-al său:
| “ | Tot corpul meu tremura și cu friguri am scris această partitură. Îți spun doar că în această după-amiază am terminat Opus Clavicembalisticum... | ” |

Dedicația de pe pagina din titlu spune:
| “ | Pentru a slăvi veșnic cei câțiva oameni binecuvântați și blestemați și blestemele tuturor cărora laudă este osânda veșnică. | ” |

## Performanțe
Au existat doar căteva spectacole pentru Opus clavicembalisticum.
Primul spectacol a fost dat de Sorabji însuși la 1 decembrie 1930, în Glasgow, sub auspiciul "Societatea Activă pentru Propagarea de Muzică Contemporană".
Al doilea a fost realizat de John Tobin în 1936. Această performanță, și primirea acesteia, a dus la interzicerea de către Sorabji a punerii spectacolelor sale publice, susținând că, "Nici o performanță nu e de preferat să fie o parodie obscenă". Sorabji a menținut această interdicție până în 1976.
Următoarea performanță publică a piesei Opus clavicembalisticum a avut loc în 1982, realizată de  pianistul australian Geoffrey Douglas Madge. În mai multe cazuri, măsuri întregi din Opus Clavicembalisticum sunt omise sau schimbate. 
John Ogdon a cântat lucrarea de două ori, spre sfârșitul vieții sale, și a făcut o înregistrare pentru un studio.  Jonathan Powell a cântat-o de cinci ori. 
Singura performanță verificabilă și completă a acestei lucrări, în public, a fost făcută de către Daan Vandewalle, deși un număr de pianiști au cântat fragmente, care se află, de obicei, în primele două mișcări. De exemplu, JJ Schmidt a cântat o parte din lucrări la Bienala Bern 03 și Alexander Amatosi a cântat prima mișcare de la Universitatea de Muzică din Durham în 2001.